# Richie Havens
Richard Pierce "Richie" Havens (Brooklyn, 21 de enero de 1941-Jersey, 22 de abril de 2013) fue un cantante y guitarrista folk estadounidense. Havens fue conocido por su intenso estilo rítmico de guitarra, (frecuente cuando abría sus presentaciones) por sus versiones de canciones pop y folk llenas de sentimiento, y por su actuación de apertura en el Festival de Woodstock de 1969, que le dio fama mundial. Un icono del Festival de Woodstock.

## Vida y carrera

### Infancia y adolescencia
Nacido en Brooklyn, Havens fue el mayor de nueve hijos. Su padre era descendiente de Nativos Americanos (Blackfoot) (Pies Negros) y su madre descendiente de las Indias Británicas Occidentales. Su abuelo fue un Blackfoot del área de Dakota y de Montana. Su abuelo y su tío se unieron con el Wild West Show de Buffalo Bill viajando a New York y terminando en la Shinnecock Reservation en Long Island. Aquí se casó y se mudó a Brooklin.
Siendo adolescente en Bedford-Stuyvesant, organizó con sus vecinos grupos de doo-wop que se presentaban en las esquinas de las calles con McCrea Gospel Singers a los 16 años.

### Inicio de su carrera
A los 20 años, Havens dejó Brooklyn y se fue a Greenwich Village en búsqueda de estimulación artística, la misma que creó a Joan Báez y Bob Dylan. "Ví en Village un lugar para escapar, para expresarme" mencionaría posteriormente. "Tuve la fortuna de ser uno de los primeros en los días iniciales del Beatnik en los años 1950's, interpretar poesía con presentaciones por las noches durante dos años y escuchando la música folk en los clubes. Esto favoreció que empezara a tocar la guitarra".
Havens presentaba y diseminaba su calidad bajo los círculos folk de Village. Después de realizar dos grabaciones para Douglas Records firmó con el mánager de Bob Dylan Albert Grossman y grabó con Verve Folkways (más tarde Verve Forecast). Velvet lanzó Mixed Bag (Bolsa mixta) a fines de 1966, presentando temas como "Handsome Johnny" (Hermoso Johnny) (coescrita por Havens y el actor Louis Gossett, Jr..) "Follow" (Seguir) y una versión del tema "Just Like a Woman" (Como una mujer) de Bob Dylan.
Something Else Again (Algo otra vez), publicado en 1968, fue el primer álbum que le dio un éxito en las lista Billboard, arrastrando con el  su disco anterior Mixed Bag. Para 1969 Havens tenía en el mercado cinco álbumes, si bien dos de estos fueron lanzados por Douglas Records (O Douglas International) sin autorización del autor.

### Woodstock 1969: su presentación y al estrellato
La presentación de Havens en vivo, fue una noticia que se diseminó. Originalmente estaba programado en el quinto lugar de la lista de presentación. Su aparición en Woodstock en 1969 lo catapultó hacia el estrellato llegando al mejor punto de su carrera. Su presentación inició el festival, manteniendo al público cerca de tres horas. Estuvo tocando de manera continua dado que muchos de los artistas programados para presentarse se retrasaron o se perdieron para llegar al sitio del festival. Fue aclamado para regresar y tocar en varias ocasiones, después de haber agotado su repertorio musical, improvisó una canción basada en la vieja melodía espiritual "Motherless Child" que denominó "Freedom" (Libertad) en una estrofa. Fue un éxito mundial y apareció en la película original del festival. En una entrevista con Cliff Smith, para Music-Room explicó:
"Tocaba cada canción y sabía que tenía que parar, pero respondía con mi guitarra y mímica, tratando de pensar algo para tocar y este solo vino a mi. Era tontería pensar darles a todos esta libertad y la usamos en cada manera que podía".
La película subsecuente del Festival de Woodstock, ayudó a Havens a tener público por todo el mundo. Apareció dos semanas después en el Isle of Wight Festival a finales de agosto de 1969.
Siguiendo a su éxito de su presentación en Woodstock, inició su grabación con su propio sello discográfico, Stormy Forest lanzando "Stonehenge" en 1970. Más tarde, en ese año, vino "Alarm Clock" en donde incluyó la canción éxito de George Harrison, "Here Comes the Sun" (Ahí viene el sol). Este fue el primer álbum de Havens que alcanzó el Billboard's Top 30 Chart. Con Stormy Forest sacó cuatro discos más: The Great Blind Degree (1971), Live On Stage (1972), Portfolio (1973), and Mixed Bag II (1974) y apareció en la televisión en The Ed Sullivan Show and The Tonight Show Starring Johnny Carson. En el último programa, la audiencia reaccionó entusiasmada y los aplausos continuaron hasta que fueron interrumpidos por el paso a publicidad. Carson le preguntó a Havens si regresaría la siguiente noche.
Havens también inició carrera de actuación durante los años 1970's. Formó parte de la opera original "Tommy" de los Who en 1972 y como Otelo en 1974 en la película Catch My Soul in in Greased Lightning al lado de Richard Pryor y en Hearts of Fire (Corazones de Fuego) de Bob Dylan.
Havens incrementó su energía en devoción para educar a los jóvenes acerca de problemas ecológicos. A mediados de los años 1970's fue cofundador de Northwind Undersea Institute, un museo oceanográfico para niños en City Island en el Bronx. Esto dio origen a la creación de Natural Guard, una organización descrita por Havens como "una manera de ayudar a que los niños aprendan que tienen en sus manos un papel importante para el cuidado del medio ambiente. Los niños estudian la tierra, agua, y el aire en sus propias comunidades y ven ahora que pueden hacer cambios positivos tan simples como el plantar jardines en lugares abandonados." En julio de 1978, se presentó en el Benefit Concert for The Longest Walk, an American Indian spiritual walk from Alcatraz to Washington DC (Concierto a beneficio para la Gran Caminata, una caminata espiritual de los Indios Americanos de Alcatraz a Washingto DC para afirmar los derechos de tratado, dando como resultado una legislación que ha sido incluida en los tratados Indios.
En el 25º aniversario de Woodstock, no asistió al mega festejo en Saugerties; participó del cumpleaños en la original tierra de Bethel, donde también actuaron Arlo Guthrie, Melanie y hasta el cantante de Soul Asylum, lo que quedó filmado en varios videos que se vieron por Internet. 
Hacia 2009, para el 40.º aniversario, también se acercó al campo a rendir su homenaje con su clásico Freedom Freedom en el 40.º aniversario.

## Problemas de salud y muerte
En 2010, le realizaron una cirugía de riñón pero no se recuperó por completo, por lo cual el 20 de marzo de 2012, anuncio en su página de Facebook que detenía su viaje después de 45 años debido a problemas de salud.
El 22 de abril de 2013, falleció a los 72 años, en su casa en New Jersey, a causa de un Infarto agudo de miocardio, según dijo su representante. La BBC se refiere a él como "un ícono de Woodstock", mientras Stephen Stills  of Crosby, Stills, Nash & Young dijo: "Nunca será igualado". The Daily Telegraph menciona: "Hizo un marco indeleble en la música contemporánea", mientras Douglas Martin periodista de The New York Times dijo que Havens había "remachado Woodstock".
Conforme al deseo de Havens, sus restos fueron cremados y sus cenizas fue esparcidas desde el aire en el sitio original del Woodstock Festival, en una ceremonia realizada el 18 de agosto de 2013, en el aniversario 44 del último día del festival.
A Havens le sobreviven sus tres hijos, cinco nietos y dos bisnietos.
En su memoria, hacia agosto de ese año, varios músicos se reunieron para dedicarle el concierto "The Memorial Concert for Richie Havens" desde Bethel, la localidad neoyorquina donde se realizara el Woodstock original, con la participación de su organizador Michael Lang. La sesión filmada está en línea.
También participaron el actor Danny Glover y los músicos John B. Sebastian, John Hammond y José Feliciano, quien cantó una versión de Handsome Johnny y cambió la letra en inglés para mencionarlo a él y a Woodstock.

## Discografía (Incompleta)
- Mixed Bag (1967) (Debut)
- Something Else Again (1968)
- Stonehenge (1970)
- Alarm Clock (1971)
- The Great Blind Degree
- Connections (1980)
- Common Ground (1983)
- Resume (1993)
- Time (1999)
- Grace Of the Sun (2004)
- Nobody Left to Crown (2008) (Último álbum)